# Detrito geológico
Um detrito ou clasto é um fragmento de uma rocha preexistente (quer ela seja uma rocha magmática, metamórfica ou rocha sedimentar), solto através dos fenómenos meteorização e erosão. Os detritos podem ser transpostados e posteriormente depositados. Se as condições do meio forem propícias pode compactar e cimentar dando origem a uma rocha sedimentar consolidada.
Os detritos classificam-se segundo a sua dimensão.

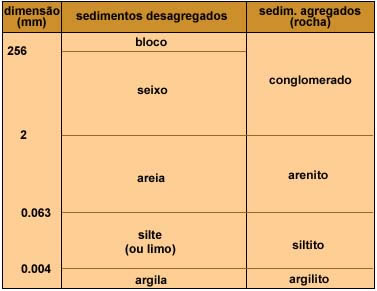
Escala granulométrica de Udden e Wentworth simplificada